# سنت پیتر (مینه‌سوتا)
سنت پیتر  (به انگلیسی: St. Peter) شهری در شهرستان نیکولت ایالت مینه‌سوتا در کشور ایالات متحده آمریکا است که جمعیت آن در سرشماری سال ۲۰۱۰ میلادی، ۱۱۱۹۶ نفر بوده‌است.